# Raesfeld (gmina)
Raesfeld – miejscowość i gmina w Niemczech, w kraju związkowym Nadrenia Północna-Westfalia, w rejencji Münster, w powiecie Borken. W 2010 roku liczyła 11 016 mieszkańców.

## Współpraca
Miejscowości partnerskie:
- Dömitz, Meklemburgia-Pomorze Przednie
- Kobierzyce, Polska
- Wehl, Holandia